# Rally di Finlandia 1999
Il Rally di Finlandia 1999, ufficialmente denominato 49th Neste Rally Finland, è stata la decima prova del campionato del mondo rally 1999 nonché la quarantanovesima edizione del Rally di Finlandia e la ventiseiesima con valenza mondiale. La manifestazione si è svolta dal 20 al 22 agosto sugli ondulati sterrati che attraversano le foreste della Finlandia Centrale.
L'evento è stato vinto dal pilota di casa Juha Kankkunen, navigato dal connazionale Juha Repo, al volante di una Subaru Impreza WRC99 del Subaru World Rally Team, davanti alla coppia britannica formata da Richard Burns e Robert Reid, compagni di squadra dei vincitori, e a quella spagnola composta da Carlos Sainz e Luis Moya, su Toyota Corolla WRC della squadra Toyota Castrol Team.
Venne riproposto il format della TV stage per la seconda volta in stagione (la prima fu al Tour de Corse), ovvero l'ultima prova speciale dell'appuntamento iridato coperta in diretta TV, che avrebbe assegnato punti aggiuntivi per i campionati piloti e costruttori ai primi tre equipaggi classificatisi nella stessa (rispettivamente 3, 2 e 1 punti). Vi potevano inoltre accedere anche coloro che si erano ritirati nelle speciali precedenti.

## Dati della prova
| Denominazione ufficiale             | Neste Rally Finland |
| Edizione N°                         | 49 |
| Tappa N°                            | 10 di 14 |
| Data manifestazione                 | da venerdì 20/08/1999 a domenica 22/08/1999 |
| Sede ospitante                      | Jyväskylä, Finlandia Centrale |
| Sede parco assistenza               | Prima frazione: Tikkakoski e PT Autopalvelut, Jyväskylä (Finlandia Centrale). Seconda frazione: PT Autopalvelut, Jyväskylä; Himos, Jämsä (Finlandia Centrale); Orivesi (Pirkanmaa). Terza frazione: PT Autopalvelut, Jyväskylä; Josemora, Joutsa; Lievestuore, Laukaa (Finlandia Centrale). |
| Superficie                          | Terra |
| Direttore di gara                   | Simo Lampinen |
| Iscritti                            | 131 |
| Partiti                             | 129 |
| Arrivati                            | 64 (49,6%) |
| Prove speciali                      | 23 |
| Prova più breve                     | 1,69 km (PS7, PS16 e PS17: Hippos) |
| Prova più lunga                     | 34,21 km (PS14: Ouninpohja) |
| Prova più lenta                     | velocità media di 64,04 km/h (PS16: Hippos 2) |
| Prova più veloce                    | velocità media di 135,14 km/h (PS1: Parkkola) |
| Lunghezza prove speciali            | 377,26 km (31% della distanza totale) |
| Lunghezza complessiva trasferimenti | 841,16 km |
| Distanza totale                     | 1218,42 km |

## Itinerario
| Frazione            | Prova  | Ora    | Nome                                             | Partenza                                         | Arrivo                                           | Lunghezza | Totale    |
| ------------------- | ------ | ------ | ------------------------------------------------ | ------------------------------------------------ | ------------------------------------------------ | --------- | --------- |
| Frazione 1 (20 ago) | PS1    | 14:45  | Parkkola                                         | Jyväskylä                                        | Jyväskylä                                        | 11,07 km  | 82,29 km  |
| Frazione 1 (20 ago) | PS2    | 15:25  | Tiilimaa                                         | Petäjävesi                                       | Petäjävesi                                       | 10,26 km  | 82,29 km  |
| Frazione 1 (20 ago) | PS3    | 15:56  | Mokkipera                                        | Petäjävesi                                       | Uurainen                                         | 13,39 km  | 82,29 km  |
| Frazione 1 (20 ago) |        | 16:31  | Assistenza – Tikkakoski, Jyväskylä (20 min)      | Assistenza – Tikkakoski, Jyväskylä (20 min)      | Assistenza – Tikkakoski, Jyväskylä (20 min)      | –         | 82,29 km  |
| Frazione 1 (20 ago) | PS4    | 17:06  | Valkola                                          | Laukaa                                           | Laukaa                                           | 8,40 km   | 82,29 km  |
| Frazione 1 (20 ago) | PS5    | 17:49  | Lankamaa                                         | Laukaa                                           | Laukaa                                           | 25,12 km  | 82,29 km  |
| Frazione 1 (20 ago) | PS6    | 18:46  | Laukaa                                           | Laukaa                                           | Laukaa                                           | 12,36 km  | 82,29 km  |
| Frazione 1 (20 ago) |        | 19:31  | Assistenza – PT Autopalvelut, Jyväskylä (20 min) | Assistenza – PT Autopalvelut, Jyväskylä (20 min) | Assistenza – PT Autopalvelut, Jyväskylä (20 min) | –         | 82,29 km  |
| Frazione 1 (20 ago) | PS7    | 20:11  | Hippos 1                                         | Laukaa                                           | Laukaa                                           | 1,69 km   | 82,29 km  |
| Frazione 1 (20 ago) |        | 20:23  | Assistenza – PT Autopalvelut, Jyväskylä (45 min) | Assistenza – PT Autopalvelut, Jyväskylä (45 min) | Assistenza – PT Autopalvelut, Jyväskylä (45 min) | –         | 82,29 km  |
|                     |        |        |                                                  |                                                  |                                                  |           |           |
| Frazione 2 (21 ago) |        | 06:38  | Assistenza – PT Autopalvelut, Jyväskylä (10 min) | Assistenza – PT Autopalvelut, Jyväskylä (10 min) | Assistenza – PT Autopalvelut, Jyväskylä (10 min) | –         | 201,21 km |
| Frazione 2 (21 ago) | PS8    | 07:27  | Leustu                                           | Jyväskylä                                        | Jämsä                                            | 23,57 km  | 201,21 km |
| Frazione 2 (21 ago) | PS9    | 08:27  | Vaheri 1                                         | Jämsä                                            | Jämsä                                            | 31,03 km  | 201,21 km |
| Frazione 2 (21 ago) |        | 09:04  | Assistenza – Himos, Jämsä (20 min)               | Assistenza – Himos, Jämsä (20 min)               | Assistenza – Himos, Jämsä (20 min)               | –         | 201,21 km |
| Frazione 2 (21 ago) | PS10   | 10:13  | Juupajoki                                        | Jyväskylä                                        | Jyväskylä                                        | 30,39 km  | 201,21 km |
| Frazione 2 (21 ago) |        | 11:11  | Assistenza – Orivesi (20 min)                    | Assistenza – Orivesi (20 min)                    | Assistenza – Orivesi (20 min)                    | –         | 201,21 km |
| Frazione 2 (21 ago) | PS11   | 12:22  | Sahalahti                                        | Kangasala                                        | Kangasala                                        | 20,48 km  | 201,21 km |
| Frazione 2 (21 ago) | PS12   | 13:17  | Siitama                                          | Kangasala                                        | Orivesi                                          | 14,70 km  | 201,21 km |
| Frazione 2 (21 ago) |        | 13:55  | Assistenza – Orivesi (20 min)                    | Assistenza – Orivesi (20 min)                    | Assistenza – Orivesi (20 min)                    | –         | 201,21 km |
| Frazione 2 (21 ago) | PS13   | 14:48  | Vastila                                          | Orivesi                                          | Orivesi                                          | 12,42 km  | 201,21 km |
| Frazione 2 (21 ago) | PS14   | 11:56  | Ouninpohja                                       | Jämsä                                            | Jämsä                                            | 19,08 km  | 201,21 km |
| Frazione 2 (21 ago) |        | 16:29  | Assistenza – Himos, Jämsä (20 min)               | Assistenza – Himos, Jämsä (20 min)               | Assistenza – Himos, Jämsä (20 min)               | –         | 201,21 km |
| Frazione 2 (21 ago) | PS15   | 17:10  | Vaheri 2                                         | Jämsä                                            | Jämsä                                            | 31,03 km  | 201,21 km |
| Frazione 2 (21 ago) |        | 17:47  | Assistenza – Himos, Jämsä (20 min)               | Assistenza – Himos, Jämsä (20 min)               | Assistenza – Himos, Jämsä (20 min)               | –         | 201,21 km |
| Frazione 2 (21 ago) | PS16   | 19:38  | Hippos 2                                         | Laukaa                                           | Laukaa                                           | 1,69 km   | 201,21 km |
| Frazione 2 (21 ago) | PS17   | 19:53  | Hippos 3                                         | Laukaa                                           | Laukaa                                           | 1,69 km   | 201,21 km |
| Frazione 2 (21 ago) |        | 17:29  | Assistenza – PT Autopalvelut, Jyväskylä (45 min) | Assistenza – PT Autopalvelut, Jyväskylä (45 min) | Assistenza – PT Autopalvelut, Jyväskylä (45 min) | –         | 201,21 km |
|                     |        |        |                                                  |                                                  |                                                  |           |           |
| Frazione 3 (20 ago) |        | 06:28  | Assistenza – PT Autopalvelut, Jyväskylä (10 min) | Assistenza – PT Autopalvelut, Jyväskylä (10 min) | Assistenza – PT Autopalvelut, Jyväskylä (10 min) | –         | 93,76 km  |
| Frazione 3 (20 ago) | PS18   | 07:43  | Hauhanpohja                                      | Joutsa                                           | Jyväskylä                                        | 11,27 km  | 93,76 km  |
| Frazione 3 (20 ago) |        | 08:18  | Assistenza – Josemora, Joutsa (20 min)           | Assistenza – Josemora, Joutsa (20 min)           | Assistenza – Josemora, Joutsa (20 min)           | –         | 93,76 km  |
| Frazione 3 (20 ago) | PS19   | 09:01  | Lempaa 1                                         | Luhanka                                          | Hartola                                          | 28,47 km  | 93,76 km  |
| Frazione 3 (20 ago) | PS20   | 10:04  | Tammimaki 1                                      | Jämsä                                            | Jyväskylä                                        | 9,27 km   | 93,76 km  |
| Frazione 3 (20 ago) |        | 10:16  | Assistenza – Josemora, Joutsa (20 min)           | Assistenza – Josemora, Joutsa (20 min)           | Assistenza – Josemora, Joutsa (20 min)           | –         | 93,76 km  |
| Frazione 3 (20 ago) | PS21   | 11:13  | Lempaa 2                                         | Luhanka                                          | Hartola                                          | 28,47 km  | 93,76 km  |
| Frazione 3 (20 ago) | PS22   | 12:16  | Tammimaki 2                                      | Jämsä                                            | Jyväskylä                                        | 9,27 km   | 93,76 km  |
| Frazione 3 (20 ago) |        | 12:28  | Assistenza – Josemora, Joutsa (20 min)           | Assistenza – Josemora, Joutsa (20 min)           | Assistenza – Josemora, Joutsa (20 min)           | –         | 93,76 km  |
| Frazione 3 (20 ago) | PS23   | 15:00  | Ruuhimaki (TV stage)                             | Toivakka                                         | Laukaa                                           | 7,01 km   | 93,76 km  |
| Frazione 3 (20 ago) |        | 15:30  | Assistenza – Lievestuore, Laukaa (20 min)        | –                                                | –                                                | –         | 93,76 km  |
| Totale              | Totale | Totale | Totale                                           | Totale                                           | Totale                                           | Totale    | 377,26 km |

## Risultati

### Classifica
| Pos.                                 | Nº       | Pilota             | Co-pilota          | Auto                         | Squadra                      | Classe    | Tempo     | Distacco | Punti    |
| Generale                             | Generale | Generale           | Generale           | Generale                     | Generale                     | Generale  | Generale  | Generale | Generale |
| ------------------------------------ | -------- | ------------------ | ------------------ | ---------------------------- | ---------------------------- | --------- | --------- | -------- | -------- |
| 1.                                   | 6        | Juha Kankkunen     | Juha Repo          | Subaru Impreza WRC99         | Subaru World Rally Team      | WRC       | 3h08'54"5 | –        | 10       |
| 2.                                   | 5        | Richard Burns      | Robert Reid        | Subaru Impreza WRC99         | Subaru World Rally Team      | WRC       | 3h09'04"2 | +9"7     | 6        |
| 3.                                   | 3        | Carlos Sainz       | Luis Moya          | Toyota Corolla WRC           | Toyota Castrol Team          | WRC       | 3h09'12"5 | +18"0    | 4        |
| 4.                                   | 15       | Marcus Grönholm    | Timo Rautiainen    | Peugeot 206 WRC              | Peugeot Esso                 | WRC       | 3h10'26"7 | +1'32"2  | 3        |
| 5.                                   | 9        | Harri Rovanperä    | Risto Pietiläinen  | SEAT Córdoba WRC Evo2        | SEAT Sport                   | WRC       | 3h11'04"6 | +2'10"1  | 2        |
| 6.                                   | 10       | Toni Gardemeister  | Paavo Lukander     | SEAT Córdoba WRC Evo2        | SEAT Sport                   | WRC       | 3h12'04"0 | +3'09"5  | 2        |
| 7.                                   | 20       | Sebastian Lindholm | Jukka Aho          | Ford Escort WRC              | Ford Team Finland            | WRC       | 3h12'59"2 | +4'04"7  | -        |
| 8.                                   | 25       | Janne Tuohino      | Miikka Anttila     | Ford Escort WRC              | LPM Human Heat               | WRC       | 3h17'59"5 | +9'05"0  | -        |
| 9.                                   | 14       | François Delecour  | Daniel Grataloup   | Peugeot 206 WRC              | Peugeot Esso                 | WRC       | 3h18'48"9 | +9'54"4  | -        |
| 10.                                  | 2        | Freddy Loix        | Sven Smeets        | Mitsubishi Carisma GT Evo VI | Marlboro Mitsubishi Ralliart | WRC       | 3h19'43"5 | +10'49"0 | -        |
| ...                                  | ...      | ...                | ...                | ...                          | ...                          | ...       | ...       | ...      | ...      |
| Rit.                                 | 4        | Didier Auriol      | Denis Giraudet     | Toyota Corolla WRC           | Toyota Castrol Team          | WRC       | -         | -        | 3        |
| Rit.                                 | 1        | Tommi Mäkinen      | Risto Mannisenmäki | Mitsubishi Lancer Evo VI     | Marlboro Mitsubishi Ralliart | WRC       | -         | -        | 2        |
| Campionato piloti vetture produzione |          |                    |                    |                              |                              |           |           |          |          |
| 1. (11.)                             | 23       | Jouko Puhakka      | Jakke Honkanen     | Mitsubishi Lancer Evo V      | Tyre Research Institute R.T. | N4 / PWRC | 3h20'46"0 | –        | 13       |
| 2. (17.)                             | 35       | Jani Paasonen      | Kari Jokinen       | Mitsubishi Carisma GT Evo VI | Mitsubishi Ralliart Finland  | N4 / PWRC | 3h24'28"1 | +3'42"1  | 8        |
| 3. (18.)                             | 39       | Manfred Stohl      | Peter Müller       | Mitsubishi Lancer Evo VI     | -                            | N4 / PWRC | 3h25'13"3 | +4'27"3  | 5        |
| 4. (22.)                             | 37       | Kenneth Bäcklund   | Tord Andersson     | Mitsubishi Lancer Evo IV     | -                            | N4 / PWRC | 3h28'47"0 | +8'01"0  | 3        |
| 5. (23.)                             | 45       | Jouni Ampuja       | Jani Laaksonen     | Mitsubishi Carisma GT Evo V  | Mitsubishi Ralliart Finland  | N4 / PWRC | 3h28'56"8 | +8'10"8  | 2        |
| 6. (25.)                             | 49       | Gianluigi Galli    | Guido D'Amore      | Mitsubishi Carisma GT Evo V  | -                            | N4 / PWRC | 3h30'05"9 | +9'19"9  | 1        |
| Coppa FIA squadre                    |          |                    |                    |                              |                              |           |           |          |          |
| 1. (15.)                             | 21       | Volkan Isik        | Erkan Bodur        | Toyota Corolla WRC           | Toyota Mobil Team Turkey     | WRC / TC  | 3h22'48"0 | –        | 10       |
| 2. (32.)                             | 41       | Frédéric Dor       | Didier Breton      | Subaru Impreza WRC98         | F.Dor Rally Team             | WRC / TC  | 3h10'58"4 | +18'10"4 | 6        |
| Coppa FIA 2 litri costruttori        |          |                    |                    |                              |                              |           |           |          |          |
| 1. (13.)                             | 27       | Tapio Laukkanen    | Kaj Lindström      | Renault Mégane Maxi          | Renault Elf Dealer Rallying  | A7 / 2L   | 3h21'31"7 | –        | 10       |
| 2. (19.)                             | 31       | Martin Rowe        | Derek Ringer       | Renault Mégane Maxi          | Renault Elf Dealer Rallying  | A7 / 2L   | 3h25'36"9 | +4'05"2  | 6        |
| 3. (20.)                             | 26       | Alister McRae      | David Senior       | Hyundai Coupé Kit Car Evo2   | Hyundai Motorsport           | A7 / 2L   | 3h25'37"8 | +4'06"1  | 4        |
| 4. (24.)                             | 42       | Jani Pirttinen     | Timo Hantunen      | Volkswagen Golf III Kit Car  | -                            | A7 / 2L   | 3h29'24"3 | +7'52"6  | 3        |
| 5. (39.)                             | 82       | Janne Vähämiko     | Veijo Vainio       | Volkswagen Golf GTi 16V      | -                            | A7 / 2L   | 3h46'38"0 | +25'06"3 | 2        |

| Principali ritiri | Principali ritiri | Principali ritiri | Principali ritiri  | Principali ritiri        | Principali ritiri            | Principali ritiri | Principali ritiri | Principali ritiri |
| PS                | Nº                | Pilota            | Co-pilota          | Auto                     | Squadra                      | Classe            | Causa             | Pos.              |
| ----------------- | ----------------- | ----------------- | ------------------ | ------------------------ | ---------------------------- | ----------------- | ----------------- | ----------------- |
| PS 2              | 11                | Armin Schwarz     | Manfred Hiemer     | Škoda Octavia WRC        | Škoda Motorsport             | WRC               | Incidente         | 114º              |
| PS 11             | 18                | Markko Märtin     | Toomas Kitsing     | Toyota Corolla WRC       | -                            | WRC               | Turbocompressore  | 16º               |
| PS 14             | 1                 | Tommi Mäkinen     | Risto Mannisenmäki | Mitsubishi Lancer Evo VI | Marlboro Mitsubishi Ralliart | WRC               | Frizione          | 5º                |
| PS 21             | 8                 | Thomas Rådström   | Fred Gallagher     | Ford Focus WRC           | Ford Motor Co Ltd            | WRC               | Rottura meccanica | 19º               |
| PS 22             | 4                 | Didier Auriol     | Denis Giraudet     | Toyota Corolla WRC       | Toyota Castrol Team          | WRC               | Ritiro volontario | 9º                |
| PS 23             | 7                 | Colin McRae       | Nicky Grist        | Ford Focus WRC           | Ford Motor Co Ltd            | WRC               | Motore            | 6º                |

Legenda
| Icona | Classe                                                                                  |
| ----- | --------------------------------------------------------------------------------------- |
| WRC   | Equipaggio che può conquistare punti per il campionato costruttori WRC                  |
| WRC   | Equipaggio di classe A8 che non può conquistare punti per il campionato costruttori WRC |
| PWRC  | Equipaggio registrato al campionato PWRC                                                |
| 2L    | Equipaggio registrato alla Coppa FIA 2 litri costruttori                                |
| TC    | Equipaggio registrato alla Coppa FIA squadre                                            |
|       | Ulteriori classificazioni                                                               |

### Prove speciali
| Frazione            | Prova | Ora   | Nome                 | Lunghezza | Vincitori                                                 | Tempo   | Leader del rally                |
| ------------------- | ----- | ----- | -------------------- | --------- | --------------------------------------------------------- | ------- | ------------------------------- |
| Frazione 1 (20 Ago) | PS1   | 14:45 | Parkkola             | 11,07 km  | Juha Kankkunen Juha Repo                                  | 4'54"9  | Juha Kankkunen Juha Repo        |
| Frazione 1 (20 Ago) | PS2   | 15:25 | Tiilimaa             | 10,26 km  | Thomas Rådström Fred Gallagher                            | 5'03"4  | Juha Kankkunen Juha Repo        |
| Frazione 1 (20 Ago) | PS3   | 15:56 | Mokkipera            | 13,39 km  | Richard Burns Robert Reid                                 | 6'36"3  | Richard Burns Robert Reid       |
| Frazione 1 (20 Ago) | PS4   | 17:06 | Valkola              | 8,40 km   | Juha Kankkunen Juha Repo                                  | 4'35"7  | Richard Burns Robert Reid       |
| Frazione 1 (20 Ago) | PS5   | 17:49 | Lankamaa             | 25,12 km  | Marcus Grönholm Timo Rautiainen                           | 12'44"6 | Richard Burns Robert Reid       |
| Frazione 1 (20 Ago) | PS6   | 18:46 | Laukaa               | 12,36 km  | Marcus Grönholm Timo Rautiainen                           | 6'19"7  | Richard Burns Robert Reid       |
| Frazione 1 (20 Ago) | PS7   | 20:11 | Hippos 1             | 1,69 km   | Thomas Rådström Fred Gallagher                            | 1'34"8  | Marcus Grönholm Timo Rautiainen |
|                     |       |       |                      |           |                                                           |         | Marcus Grönholm Timo Rautiainen |
| Frazione 2 (21 Ago) | PS8   | 07:27 | Leustu               | 23,57 km  | Marcus Grönholm Timo Rautiainen                           | 11'49"0 | Marcus Grönholm Timo Rautiainen |
| Frazione 2 (21 Ago) | PS9   | 08:27 | Vaheri 1             | 31,03 km  | Carlos Sainz Luis Moya                                    | 15'29"9 | Juha Kankkunen Juha Repo        |
| Frazione 2 (21 Ago) | PS10  | 10:13 | Juupajoki            | 30,39 km  | Carlos Sainz Luis Moya                                    | 15'19"5 | Juha Kankkunen Juha Repo        |
| Frazione 2 (21 Ago) | PS11  | 12:22 | Sahalahti            | 20,48 km  | Carlos Sainz Luis Moya                                    | 9'45"9  | Juha Kankkunen Juha Repo        |
| Frazione 2 (21 Ago) | PS12  | 13:17 | Siitama              | 14,70 km  | Tommi Mäkinen Risto Mannisenmäki                          | 7'23"3  | Juha Kankkunen Juha Repo        |
| Frazione 2 (21 Ago) | PS13  | 14:48 | Vastila              | 12,42 km  | Carlos Sainz Luis Moya                                    | 5'53"1  | Juha Kankkunen Juha Repo        |
| Frazione 2 (21 Ago) | PS14  | 15:29 | Ouninpohja           | 34,21 km  | Juha Kankkunen Juha Repo                                  | 16'26"2 | Juha Kankkunen Juha Repo        |
| Frazione 2 (21 Ago) | PS15  | 17:10 | Vaheri 2             | 31,03 km  | Colin McRae Nicky Grist                                   | 15'26"2 | Juha Kankkunen Juha Repo        |
| Frazione 2 (21 Ago) | PS16  | 19:38 | Hippos 2             | 1,69 km   | Colin McRae Nicky Grist                                   | 1'35"0  | Juha Kankkunen Juha Repo        |
| Frazione 2 (21 Ago) | PS17  | 19:53 | Hippos 3             | 1,69 km   | Colin McRae Nicky Grist e Marcus Grönholm Timo Rautiainen | 1'33"3  | Juha Kankkunen Juha Repo        |
|                     |       |       |                      |           |                                                           |         | Juha Kankkunen Juha Repo        |
| Frazione 3 (22 Ago) | PS18  | 07:43 | Hauhanpohja          | 11,27 km  | Toni Gardemeister Paavo Lukander                          | 5'39"6  | Juha Kankkunen Juha Repo        |
| Frazione 3 (22 Ago) | PS19  | 09:01 | Lempaa 1             | 28,47 km  | Richard Burns Robert Reid                                 | 13'48"0 | Juha Kankkunen Juha Repo        |
| Frazione 3 (22 Ago) | PS20  | 10:04 | Tammimaki 1          | 9,27 km   | Marcus Grönholm Timo Rautiainen                           | 4'29"8  | Juha Kankkunen Juha Repo        |
| Frazione 3 (22 Ago) | PS21  | 11:13 | Lempaa 2             | 28,47 km  | Juha Kankkunen Juha Repo                                  | 13'32"9 | Juha Kankkunen Juha Repo        |
| Frazione 3 (22 Ago) | PS22  | 12:16 | Tammimaki 2          | 9,27 km   | Juha Kankkunen Juha Repo                                  | 4'30"7  | Juha Kankkunen Juha Repo        |
| Frazione 3 (22 Ago) | PS23  | 15:00 | Ruuhimaki (TV stage) | 7,01 km   | Didier Auriol Denis Giraudet                              | 3'20"4  | Juha Kankkunen Juha Repo        |

### TV stage
PS23: Ruuhimaki di 7,01 km, disputatasi domenica 22 agosto 1999 alle ore 15:00 (UTC+1).
| Pos. | No. | Pilota            | Co-pilota          | Costruttore | Auto                     | Classe | Tempo  | Distacco | Punti piloti | Punti costruttori |
| ---- | --- | ----------------- | ------------------ | ----------- | ------------------------ | ------ | ------ | -------- | ------------ | ----------------- |
| 1    | 4   | Didier Auriol     | Denis Giraudet     | Toyota      | Toyota Corolla WRC       | WRC    | 3'20"4 |          | 3            | 3                 |
| 2    | 1   | Tommi Mäkinen     | Risto Mannisenmäki | Mitsubishi  | Mitsubishi Lancer Evo VI | WRC    | 3'21"2 | +0"8     | 2            | 2                 |
| 3    | 10  | Toni Gardemeister | Paavo Lukander     | SEAT        | SEAT Córdoba WRC Evo2    | WRC    | 3'23"8 | +3"4     | 1            | 1                 |

## Classifiche mondiali
Classifica piloti
| Pos. | Pos. | Pilota            | Punti |
| ---- | ---- | ----------------- | ----- |
| 1    |      | Tommi Mäkinen     | 48    |
| 2    |      | Didier Auriol     | 38    |
| 3    | 1    | Juha Kankkunen    | 34    |
| 4    | 1    | Carlos Sainz      | 34    |
| 5    | 1    | Richard Burns     | 29    |
| 6    | 1    | Colin McRae       | 23    |
| 7    |      | Philippe Bugalski | 20    |
| 8    | 3    | Toni Gardemeister | 6     |
| 9    | 1    | Jesús Puras       | 6     |
| 10   | 1    | Freddy Loix       | 6     |
| 11   | 1    | Thomas Rådström   | 5     |
| 12   |      | François Delecour | 3     |
| 13   | 1    | Ian Duncan        | 3     |
| 13   | N    | Marcus Grönholm   | 3     |
| 15   | 1    | Bruno Thiry       | 3     |
| 16   | 2    | Harri Rovanperä   | 3     |
| 17   | 2    | Markko Märtin     | 2     |
| 18   | 2    | Petter Solberg    | 2     |
| 19   | 2    | Possum Bourne     | 2     |
| 20   | 1    | Piero Liatti      | 1     |
| 21   | 1    | Leonidas Kirkos   | 1     |

Classifica costruttori WRC
| Pos. | Pos. | Squadra                      | Punti |
| ---- | ---- | ---------------------------- | ----- |
| 1    |      | Toyota Castrol Team          | 85    |
| 2    | 1    | Subaru World Rally Team      | 68    |
| 3    | 1    | Marlboro Mitsubishi Ralliart | 61    |
| 4    |      | Ford Motor Co Ltd            | 35    |
| 5    |      | SEAT Sport                   | 16    |
| 6    | N    | Peugeot Esso                 | 3     |
| 7    | 1    | Škoda Motorsport             | 3     |